# マナス湖
マナス湖（マナスこ、英語: Lake Manasi）はアラン・ノール、艾蘭湖、瑪納斯湖などとしても知られ、中国新疆ウイグル自治区イリ・カザフ自治州ホボクサル・モンゴル自治県にあり、これはカラマイ市近くで、すでに干上がった塩湖である。
天山山脈の支脈であるボロホロ山脈からのマナス川が、かつてはジュンガル盆地北部のこの湖を形成していたが、近年の人工的な水の移動によって小さな湿地領域を残すのみである。

## 参照項目
- マナス川
- ジュンガル盆地
- アイリク湖（Ailik Lake）
- エビ湖